# Bodianus diana
 Bodianus diana és una espècie de peix de la família dels làbrids i de l'ordre dels perciformes.

## Morfologia
Els mascles poden assolir els 25 cm de longitud total.

## Distribució geogràfica
Es troba des del Mar Roig i Sud-àfrica fins a les Illes Marshall, Samoa i Japó.